# 帕克拉山
8°25′23″S 77°50′33″W / 8.42306°S 77.84250°W
帕克拉山（Pacra），是秘魯的山峰，位於該國北部安卡什大區的科龍戈省，屬於安第斯山脈中布蘭卡山脈的一部分，該山峰海拔高度5,100米。